# Кејлор Навас
Кејлор Антонио Навас Гамбоа (шп. Keylor Antonio Navas Gamboa; 15. децембар 1986) је костарикански фудбалски голман који тренутно наступа за Њуелс Олд Бојс и репрезентацију Костарике. Почео је да игра фудбал у костариканској Саприси из које је прешао у Шпанију у којој је наступао за Албасете, Леванте и Реал Мадрид.
За репрезентацију Костарике одиграо је преко 60 утакмица, учествовао је на два КОНКАКАФ златна купа и на Светском првенству 2014. године у Бразилу на коме је репрезентација Костарике стигла до четвртфинала.
Навас је 3. августа 2014. године прешао у Реал Мадрид из Левантеа за 10 000 000 € и потписао шестогодишњи уговор с клубом. Навас је свој деби за Реал Мадрид имао 23. септембра 2014. године у победи 5:1 против Елчеа. Након што је Икер Касиљас напустио Реал Мадрид у јулу 2015. године Навас је постао први голман Реал Мадридa.
2. септембра 2019. Навас је за 15 000 000 € прешао у Пари Сен Жермен и потписао четворогодишњи уговор.

## Највећи успеси

### Реал Мадрид
- Првенство Шпаније (1) : 2016/17.
- Суперкуп Шпаније (1) : 2017.
- Лига шампиона (3) : 2015/16, 2016/17, 2017/18.
- Суперкуп Европе (3) : 2014, 2016, 2017.
- Светско клупско првенство (4) : 2014, 2016, 2017, 2018.

### Пари Сен Жермен
- Првенство Француске (3) : 2019/20, 2021/22, 2023/24.
- Куп Француске (3) : 2019/20, 2020/21, 2023/24.
- Лига куп Француске (1) : 2019/20.
- Суперкуп Француске (3) : 2020, 2022, 2023.
- Лига шампиона : финале 2019/20.